# Бова, Рауль
Ра́уль Бо́ва (итал. Raoul Bova; род. 14 августа 1971, Рим) — итальянский актёр кино и телевидения, сценарист, режиссёр, продюсер и фотомодель.

## Биография и карьера
Родился в Риме, Италия, родители имели калабрийское происхождение. В детстве Рауль серьёзно занимался спортом, в возрасте 16 лет стал чемпионом Италии в плавании на стометровой дистанции на спине. 
Отслужив в армии, Рауль изучал физику в университете, но с началом актёрской карьеры прервал обучение.
В 1991 году он начал свою телевизионную карьеру в качестве «помощника» в программе «Спорим, что …?» , затем он дебютировал на большом экране в 1992 году с небольшой ролью в фильме Роберто Д’Агостино «Mutande pazze».
Зрительская популярность пришла к нему после фильма «Piccolo grande amore» (1993) режиссёра Карло Вандзина, где он снялся вместе с Сюзанной Йорк (Susannah York) и Полом Фриманом (Paul Freeman).
В 1996 году он играл главную роль комиссара Нино Ди Венанцио в фильме Палермо-Милан: Билет в одну сторону (итал. «Palermo Milano - Solo andata») режиссёра Клаудио Фрагассо. Он так же снимался в Спрут 7: Расследование убийства комиссара Каттани.
В 1999 году он снялся вместе с Мадонной в рекламном ролике Max Factor. В 2001 году он сыграл главную роль в фильме «Il Testimone».  В 2002 году он снялся в телефильме «Francesca e Nunziata» Лины Вертмюллер с Софи Лорен и Джанкарло Джаннини.
В 2002 году он снимался в американских фильмах «Ангел мести» (англ. Avenging Angelo) с Сильвестром Сталлоне и Мэделин Стоу в главных ролях, а в 2003 году в «Под солнцем Тосканы» (англ. Under the Tuscan Sun) с Дайан Лейн, а в 2004 году в «Чужой против Хищника» (англ. AVP: Alien vs. Predator).

## Личная жизнь
- Первая жена — Ромина Монделло, итальянская актриса
- Вторая жена — Кьяра Джордано, ветеринар, у которой на момент вступления в брак, который продлился 2000—2013, уже была дочь София. Общие дети:[7][8]

- сын Алессандро Леон (род. 2000)
- сын Франческо (род. 2001)

- Третья жена — Росио Муньос Моралес, испанская актриса, телеведущая, модель, бывшая танцовщица[9]

- дочь Луна (род. 2015)
- дочь Альма (род. 2018)

## Фильмография
1. Медичи (сериал) / Medici (2017)
2. Римские свидания / All roads lead to Rome (2015)
3. Простите, что я существую / Scusate se esisto! (2014)
4. Единственные братья / Fratelli unici (2014)
5. Никто не может меня осуждать / Nessuno mi puo giudicare (2011)
6. Хранители сокровища (фильм) / I guardiani del tesoro (2011)
7. Незрелые / Неповзрослевшие / Immaturi (2011)
8. Турист (2010)
9. Наша жизнь / La nostra vita (2010)
10. Я представляю тебе друга / Ti presento un amico (2010)
11. Прекрасное общество / La bella società (2010)
12. Прости, хочу на тебе жениться / Scusa ma ti voglio sposare (2010)
13. Легавые / Sbirri (2009)
14. Баария / Baarìa (2009)
15. Прости за любовь / Scusa ma ti chiamo amore (2008)
16. Я, другой / Io, l’altro (2007)
17. Нассирия — Чтобы не забыть / Nassiryia — Per non dimenticare (2007)
18. Пламя на льду / La fiamma sul ghiaccio (2005)
19. Политическая мишень / Attacco allo stato (2006)
20. Кароль — Папа, который остался человеком / Karol — Un Papa rimasto uomo (2006)
21. Кароль. Человек, ставший Папой Римским / Karol, un uomo diventato Papa (2005) (TV, Италия — Польша)
22. Сегодня вечером я это сделаю / Stasera lo faccio (2005)
23. Чужой против Хищника / Alien Vs. Predator (2004)
24. Последний 3 — Разведчик / Ультимо 3 — Разведчик / Ultimo 3 — L’infiltrato (2004)
25. Под солнцем Тосканы / Sotto il sole della Toscana (2003)
26. Окно напротив / La Finestra di Fronte (2003)
27. Ангел мести / Avenging Angelo (2002)
28. Франческа и Нунциата / Francesca e Nunziata (2001) (TV)
29. Рыцари, которые совершали поход / I cavalieri che fecero l’impresa (2001)
30. Свидетель / Il Testimone (2001)
31. Мадам Де…. / Madame De… (2001)
32. Выжженная земля / Terra bruciata (1999)
33. Последний 2 — Вызов / Ультимо 2 — Вызов / Ultimo 2 — La sfida (1999)
34. Спрут 9: Договор (сериал) / La piovra 9 - Il patto
35. Спрут 8: Скандал (сериал) / La piovra 8 - Lo scandalo
36. Rewind (1998)
37. Супруги-убийцы / Coppia omicida (1998)
38. Последний / Ультимо / Ultimo (1998)
39. Спрут 7: Расследование убийства комиссара Каттани (сериал) / La Piovra 7
40. Граница / La frontiera (1996)
41. Мэр / Il sindaco (1996)
42. Волчица / La Lupa (1996)
43. Палермо-Милан в один конец / Palermo Milano solo andata (1995)
44. Он начал всё случайно / Cominciò tutto per caso (1993)
45. Маленькая большая любовь / Piccolo grande amore (1993)